# Мусковит (посёлок)
Мускови́т — посёлок в Мамско-Чуйском районе Иркутской области. Входит в состав Витимского муниципального образования.

## География
Посёлок находится на левом берегу реки Витим, на расстоянии 30 км к юго-востоку от рабочего посёлка Мама, административного центра района.

## Население
| 2002 | 2010 | 2011 | 2012 |
| ---- | ---- | ---- | ---- |
| 322  | ↘151 | ↘147 | ↘136 |

## Экономика
Месторождение мусковита.